# Caldwell, Texas
Caldwell är en stad i den amerikanska delstaten Texas med en yta av 8,8 km² och en folkmängd som uppgår till 3 449 invånare (2000). Caldwell är administrativ huvudort i Burleson County.